# 제27보병사단 (대한민국)
제27보병사단(第二十七步兵師團, 영어: 27th Infantry Division, 상징명칭: 이기자부대)은 휴전선 중부 전선을 담당했던 대한민국 육군의 보병사단이었다. 국방개혁 2.0의 일환으로 2022년 11월 30일 해체되었다.

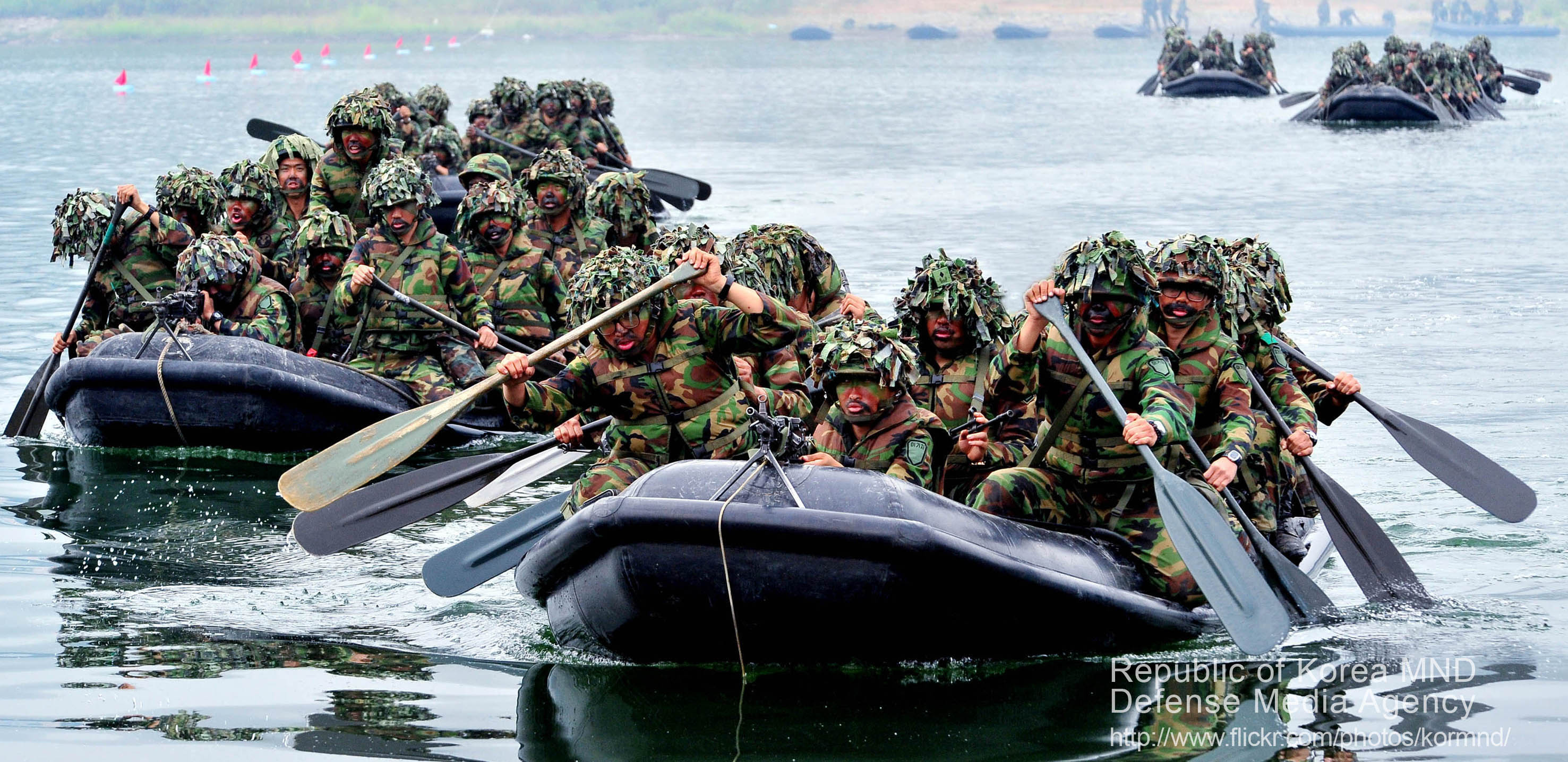
강습도하훈련 중인 제27보병사단 장병들

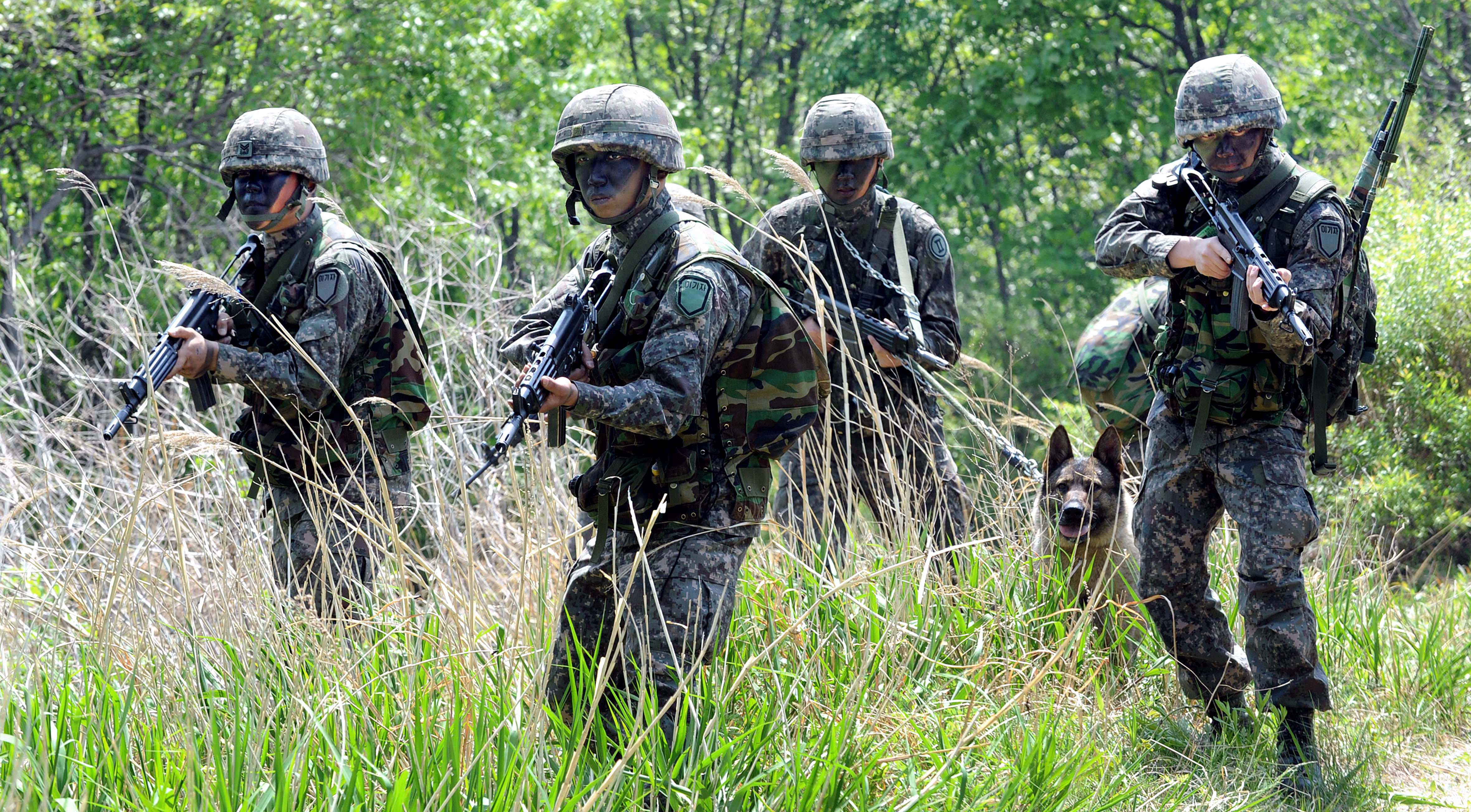
탐색격멸작전을 펼치고 있는 제27보병사단 수색대대 장병들

## 개괄
전군 최초로 우리말로 된 부대 상징명칭으로 사용된 이기자부대는 초대 사단장인 이형석 소장이 만들었다.
사단의 표어는 '무적필승·선승구전'으로, 이겨 놓고 싸운다는 의미를 가지고 있다.

## 역사
27사단은 육군본부 일반명령 제202호에 의거 1953년 6월 18일 전라남도 광주에서 육군본부 직할 부대로 창설되었다.(사단 창설 기념일은 9월 18일로 하였다.) 동년 9월 18일 육군본부 교부 제 1183호에 의거하여 각 부대로부터 기간요원을 차출하여 강원도 양양군에서 집결, 부대를 편성하였다. 동년 10월 1일 이형석 소장이 초대 사단장으로 부임하였다.
- 1953년 9월 18일 : 부대 창설
- 1965년 1월 10일 : 비둘기부대(101경비대대) 창설
- 1993년 12월 1일 : 차기 보병사단[1] 편제 개편
- 2020년 12월 1일 : 예하 보병연대가 여단으로 승격
- 2022년 11월 30일 : 국방개혁 2.0의 일환으로 사단 해체
- 2022년 11월 30일 : 15사단으로 편입

## 임무
주된 임무는 화천군 일대의 전방 지역을 수색 및 경계하며 북한군의 남침에 대비하는 것이었다.

## 예하 부대
- 제77보병여단 "용호"
  - 신병교육대
- 제78보병여단 "상승독수리"
- 제79보병여단 "쌍독수리"
- 포병여단 "최무선" (제7, 15사단 지원)
  - 제239포병대대
  - 제251포병대대 (멋있는 BRAVO!)
  - 제259포병대대 (15사단을 지원)
  - 제99포병대대 (전군 최초 창설 포병대대 6곳 중 하나)
- 직할대대
  - 본부대
  - 공병대대
  - 정비대대
  - 보급수송대대
  - 화생방지원대
  - 수색대대
  - 의무대대
  - 정보통신대대
  - 군사경찰대
  - 보충중대
  - 방공중대
  - 전차중대